# Zdechovice u Nového Bydžova
Zdechovice (deutsch Zechowitz) ist eine Gemeinde in Tschechien. Sie liegt fünf Kilometer östlich von Nový Bydžov und gehört zum Okres Hradec Králové.

## Geographie
Zdechovice befindet sich auf der Ostböhmischen Tafel auf einer 289 m hohen Kuppe zwischen den Flüssen Cidlina und Bystřice. Nordwestlich erhebt sich der Hügel Chlum (284 m) und im Südwesten der Bor (271 m).
Nachbarorte sind Prasek im Norden, Kobylice und Staré Nechanice im Nordosten, Nechanice, Stýskal und Kunčice im Osten, Budín und Malé Babice im Südosten, Barchov und Barchůvek im Süden, Měník im Südwesten, Libeň im Westen sowie Metličany im Nordwesten.

## Geschichte
Die erste urkundliche Erwähnung von Zechowitz erfolgte im Jahre 1334. Seit 1720 ist der Name Zdechovice nachweisbar.
Nach der Aufhebung der Patrimonialherrschaften bildete Zechovice/Zechowitz ab 1850 eine Gemeinde im Bezirk Nový Bydžov. 1921 erfolgte die Einführung des amtlichen Namens Zdechovice.
1961 wurde der Ort nach Prasek eingemeindet und dem Okres Hradec Králové zugeordnet. Seit 1992 besteht die Gemeinde wieder. Zdechovice ist eine rein ländliche Ansiedlung.

## Gemeindegliederung
Für die Gemeinde Zdechovice sind keine Ortsteile ausgewiesen.

## Sehenswürdigkeiten

Statue des hl. Johannes von Nepomuk

- Statue des hl. Johannes von Nepomuk

## Persönlichkeiten
Vor dem Ersten Weltkrieg lebte und arbeitete der Maler Bohumil Kubišta in Zdechovice.